# Carlos Morand Bordehore
Carlos Morand Bordehore (Dénia, 30 de març de 1792 - 22 de març de 1879) fou un polític valencià. Fou governador civil i president de la Diputació d'Alacant de febrer a maig de 1866.